# حاجی‌آباد (طبس، جنوب)
۳۳°۱۷′۱۰″ شمالی ۵۷°۳۰′۲۱″ شرقی / ۳۳٫۲۸۶۱۱°شمالی ۵۷٫۵۰۵۸۳°شرقی
حاجی‌آباد، روستایی است از توابع بخش دیهوک و در شهرستان طبس استان خراسان جنوبی ایران.

## جمعیت
این روستا در دهستان دیهوک قرار داشته و بر اساس سرشماری سال ۱۳۸۵ جمعیت آن (۵خانوار) ۱۸ نفر
بوده‌است.